# Olga Savchuk
Olga Savchuk (en ucraniano: Ольга Савчук, nacida el 20 de septiembre de 1987 en Makiivka, Ucrania) es una jugadora de tenis. Su mejor logro hasta la fecha es haber alcanzando la tercera ronda del Abierto de Australia 2006. Su mejor ranking de carrera fue n.º 79, alcanzado el 19 de mayo de 2008.
El 5 de agosto de 2007 en Washington D. C., Savchuk alcanzó las finales del Legg Mason USTA Women's Pro Circuit como la sembrada número dos, pero fue derrotada por Melinda Czink de Hungría por 7-5, 7-5.

## Títulos WTA (3; 0+3)

### Dobles (3)
| Leyenda: Antes de 2009     | Leyenda: A partir de 2009 |
| -------------------------- | ------------------------- |
| Grand Slam (0)             |                           |
| Juegos Olímpicos (0)       |                           |
| WTA Tour Championships (0) |                           |
| Tier I (0)                 | Premier Mandatory (0)     |
| Tier II (0)                | Premier 5 (0)             |
| Tier III (0)               | Premier (0)               |
| Tier IV & V (1)            | International (2)         |

| N.º | Fecha                | Torneo   | Superficie | Pareja             | Oponentes en la final            | Resultado        |
| --- | -------------------- | -------- | ---------- | ------------------ | -------------------------------- | ---------------- |
| 1.  | 5 de octubre de 2008 | Tashkent | Dura       | Raluca Olaru       | Nina Brátchikova Kathrin Wörle   | 5-7, 7-5, [10-7] |
| 2.  | 13 de abril de 2014  | Katowice | Dura (i)   | Yulia Beiguelzimer | Klára Koukalová Monica Niculescu | 6-4, 5-7, [10-7] |
| 3.  | 14 de enero de 2017  | Hobart   | Dura       | Ioana Raluca Olaru | Gabriela Dabrowski Zhaoxuan Yang | 0-6, 6-4, [10-5] |

#### Finalista (6)
| N.º | Fecha                 | Torneo       | Superficie    | Pareja              | Oponentes en la final                 | Resultado        |
| --- | --------------------- | ------------ | ------------- | ------------------- | ------------------------------------- | ---------------- |
| 1.  | 21 de febrero de 2010 | Bogotá       | Tierra batida | Anastasiya Yakimova | Gisela Dulko Edina Gallovits-Hall     | 2-6, 6-7(6)      |
| 2.  | 8 de marzo de 2015    | Kuala Lumpur | Dura          | Yulia Beiguelzimer  | Chen Liang Yafan Wang                 | 6-4, 3-6, [4-10] |
| 3.  | 19 de julio de 2015   | Bastad       | Tierra batida | Tatjana María       | Kiki Bertens Johanna Larsson          | 5-7, 4-6         |
| 4.  | 2 de agosto de 2015   | Bakú         | Dura          | Vitalia Diachenko   | Margarita Gasparián Aleksandra Panova | 3-6, 5-7         |
| 5.  | 7 de enero de 2017    | Shenzhen     | Dura          | Ioana Raluca Olaru  | Andrea Hlaváčková Shuai Peng          | 1-6, 5-7         |
| 6.  | 18 de febrero de 2017 | Doha         | Dura          | Yaroslava Shvédova  | Abigail Spears Katarina Srebotnik     | 3-6, 6-7(7)      |

## WTA 125s

### Dobles (1)
| N.º | Fecha                  | Torneos | Superficie | Pareja          | Oponentes                | Resultado           |
| --- | ---------------------- | ------- | ---------- | --------------- | ------------------------ | ------------------- |
| 1.  | 2 de noviembre de 2014 | Ningbo  | Dura       | Arina Rodionova | Han Xinyun Zhang Kai-Lin | 4-6, 7-6(2), [10-6] |